# Moombi
Moombi var hos kikuyufolket i Kenya i Afrika en modersgudinna och anmoder, brud till guden Gikuyu.
Moombi födde nio döttrar och gav upphov till kikuyufolkets matrilineära släktled.